# Kyohei Maeyama
Kyohei Maeyama (前山 恭平 Maeyama Kyohei?), född 10 december 1987 i Saga prefektur, är en japansk fotbollsspelare.
Maeyama började sin karriär 2010 i Blaublitz Akita.